# Liste deutscher Hörfunksender
Die folgende Liste gliedert Hörfunksender, die in Deutschland ausgestrahlt und für Deutschland produziert werden, nach Anbieterformen: innerhalb derer nach regionalen Anstalten (bei den öffentlich-rechtlichen Anstalten) bzw. nach Bundesländern (bei den übrigen Formen). Nur Sender mit eigener Sendefrequenz sind aufgeführt. Die Liste schließt reine Internetradios und Einspeisungen in Kabelnetze aus.
Für weitere Sender, die in Deutschland empfangen werden können, siehe Liste von Hörfunksendern.

## Öffentlich-rechtliche Sender

### Deutschlandweite Sender
| Sendername             | Senderlogo | Verbreitungswege | Sparten/Programmtyp    |
| ---------------------- | ---------- | ---------------- | ---------------------- |
| Deutschlandfunk        |            | UKW, DAB+, DVB-S | Kultur und Information |
| Deutschlandfunk Kultur |            | UKW, DAB+, DVB-S | Kultur                 |
| Deutschlandfunk Nova   |            | DAB+, DVB-S      | Jugendradio und Wissen |
| Dokumente und Debatten |            | DAB+, DVB-S      | Sondersendungen        |

### Bayerischer Rundfunk(BR)
| Sendername  | Senderlogo | Verbreitungswege  | Sparten/Programmtyp        |
| ----------- | ---------- | ----------------- | -------------------------- |
| Bayern 1    |            | UKW, DAB+, DVB-S2 | Oldiewelle/Begleitprogramm |
| Bayern 2    |            | UKW, DAB+, DVB-S2 | Kultur und Information     |
| Bayern 3    |            | UKW, DAB+, DVB-S2 | Popwelle                   |
| BR24        |            | UKW, DAB+, DVB-S2 | Information                |
| BR24live    |            | DAB+, DVB-S2      | Information, Liveberichte  |
| BR Heimat   |            | DAB+, DVB-S2      | Volksmusik und Volkskultur |
| BR-Klassik  |            | UKW, DAB+, DVB-S2 | Klassische Musik           |
| BR Schlager |            | DAB+, DVB-S2      | Schlagerwelle              |
| BR Verkehr  |            | DAB+              | Verkehrsnachrichten        |
| Puls        |            | DAB+, DVB-S2      | Jugendprogramm             |

### Hessischer Rundfunk(hr)
| Sendername | Senderlogo | Verbreitungswege  | Sparten/Programmtyp            |
| ---------- | ---------- | ----------------- | ------------------------------ |
| hr1        |            | UKW, DAB+, DVB-S2 | Begleitprogramm                |
| hr2-Kultur |            | UKW, DAB+, DVB-S2 | Kultur                         |
| hr3        |            | UKW, DAB+, DVB-S2 | Popwelle                       |
| hr4        |            | UKW, DAB+, DVB-S2 | Schlagerwelle, Regionalfenster |
| hr-info    |            | UKW, DAB+, DVB-S2 | Information                    |
| You FM     |            | UKW, DAB+, DVB-S2 | Jugendprogramm                 |

### Mitteldeutscher Rundfunk(MDR)
| Sendername          | Senderlogo | Verbreitungswege  | Sparten/Programmtyp             |
| ------------------- | ---------- | ----------------- | ------------------------------- |
| MDR Sachsen         |            | UKW, DAB+, DVB-S2 | Landesprogramm, Oldies          |
| MDR Sachsen-Anhalt  |            | UKW, DAB+, DVB-S2 | Landesprogramm, Oldies          |
| MDR Thüringen       |            | UKW, DAB+, DVB-S2 | Landesprogramm, Oldies          |
| Sorbischer Rundfunk |            | UKW, DAB+         | Sendungen in sorbischer Sprache |
| MDR Aktuell         |            | UKW, DAB+, DVB-S2 | Information                     |
| MDR Jump            |            | UKW, DAB+, DVB-S2 | Popwelle                        |
| MDR Klassik         |            | DAB+, DVB-S2      | klassische Musik                |
| MDR Kultur          |            | UKW, DAB+, DVB-S2 | Kultur                          |
| MDR Schlagerwelt    |            | DAB+              | Schlagerwelle                   |
| MDR Sputnik         |            | UKW, DAB+, DVB-S2 | Jugendprogramm                  |
| MDR Tweens          |            | DAB+              | Kinderprogramm                  |

### Norddeutscher Rundfunk(NDR)
| Sendername          | Senderlogo | Verbreitungswege  | Sparten/Programmtyp                            |
| ------------------- | ---------- | ----------------- | ---------------------------------------------- |
| NDR 1 Niedersachsen |            | UKW, DAB+, DVB-S2 | Landesprogramm für Niedersachsen               |
| NDR 1 Radio MV      |            | UKW, DAB+, DVB-S2 | Landesprogramm für Mecklenburg-Vorpommern      |
| NDR 1 Welle Nord    |            | UKW, DAB+, DVB-S2 | Landesprogramm für Schleswig-Holstein          |
| NDR 90,3            |            | UKW, DAB+, DVB-S2 | Landesprogramm für Hamburg                     |
| NDR 2               |            | UKW, DAB+, DVB-S2 | Popwelle                                       |
| NDR Blue            |            | DAB+, DVB-S2      | Musik abseits der Charts                       |
| NDR Info            |            | UKW, DAB+, DVB-S2 | Information                                    |
| NDR Info Spezial    |            | DAB+, DVB-S2      | Informationen (wie NDR Info) mit Liveberichten |
| NDR Kultur          |            | UKW, DAB+, DVB-S2 | Kultur, klassische Musik                       |
| NDR Schlager        |            | DAB+, DVB-S2      | Schlagerwelle                                  |
| N-Joy               |            | UKW, DAB+, DVB-S2 | Jugendprogramm                                 |

### Radio Bremen
| Sendername                             | Senderlogo | Verbreitungswege  | Sparten/Programmtyp                                                                  |
| -------------------------------------- | ---------- | ----------------- | ------------------------------------------------------------------------------------ |
| Bremen Eins                            |            | UKW, DVB-S2, DAB+ | Begleitprogramm                                                                      |
| Bremen Zwei                            |            | UKW, DVB-S2, DAB+ | Kultur und Information                                                               |
| Bremen Next                            |            | UKW, DVB-S2, DAB+ | Jugendprogramm                                                                       |
| Bremen Vier                            |            | UKW, DVB-S2, DAB+ | Jugend- und Popwelle                                                                 |
| Cosmo                                  |            | UKW, DVB-S2, DAB+ | internationales und interkulturelles Hörfunkprogramm, in Kooperation mit WDR und RBB |
| Bremen Fünf (Parlamentsradio)/NDR Info |            | UKW, DAB+         | wie NDR Info, mit Parlamentsübertragungen der Bremer Bürgerschaft                    |

### Rundfunk Berlin-Brandenburg(rbb)
| Sendername          | Senderlogo | Verbreitungswege  | Sparten/Programmtyp                                                                           |
| ------------------- | ---------- | ----------------- | --------------------------------------------------------------------------------------------- |
| Antenne Brandenburg |            | UKW, DAB+, DVB-S2 | Popwelle                                                                                      |
| rbb 88.8            |            | UKW, DAB+, DVB-S2 | Landesprogramm für Berlin                                                                     |
| Cosmo               |            | UKW, DAB+, DVB-S2 | internationales und interkulturelles Hörfunkprogramm, in Kooperation mit WDR und Radio Bremen |
| Fritz               |            | UKW, DAB+, DVB-S2 | Jugendprogramm                                                                                |
| Radio Eins          |            | UKW, DAB+, DVB-S2 | Begleitprogramm, Musik abseits des Mainstreams                                                |
| Radio 3             |            | UKW, DAB+, DVB-S2 | Kultur                                                                                        |
| rbb24 Inforadio     |            | UKW, DAB+, DVB-S2 | Information                                                                                   |
| Sorbischer Rundfunk |            | UKW               | Sendungen in sorbischer Sprache                                                               |

### Saarländischer Rundfunk(SR)
| Sendername         | Senderlogo | Verbreitungswege  | Sparten/Programmtyp                     |
| ------------------ | ---------- | ----------------- | --------------------------------------- |
| Antenne Saar       |            | DAB+              | Information                             |
| SR 1               |            | UKW, DAB+, DVB-S2 | Servicewelle, Begleitprogramm, Popwelle |
| SR 3 Saarlandwelle |            | UKW, DAB+, DVB-S2 | Landesprogramm für das Saarland         |
| SR Kultur          |            | UKW, DAB+, DVB-S2 | Kultur                                  |
| Unserding          |            | UKW, DAB+         | Jugendprogramm                          |

### Südwestrundfunk(SWR)
| Sendername             | Senderlogo        | Verbreitungswege                               | Sparten/Programmtyp                              |
| ---------------------- | ----------------- | ---------------------------------------------- | ------------------------------------------------ |
| Dasding                |                   | UKW, DAB+, DVB-S2                              | Jugendprogramm                                   |
| SWR1 Baden-Württemberg |                   | UKW, DAB+, DVB-S2                              | Begleitprogramm, Landesprogramm                  |
| SWR1 Rheinland-Pfalz   | UKW, DAB+, DVB-S2 | Begleitprogramm, Landesprogramm                |                                                  |
| SWR3                   |                   | UKW, DAB+, DVB-S2                              | Popwelle                                         |
| SWR4 Baden-Württemberg |                   | UKW, DAB+, DVB-S2                              | Oldiewelle, Landesprogramm für Baden-Württemberg |
| SWR4 Rheinland-Pfalz   | UKW, DAB+, DVB-S2 | Oldiewelle, Landesprogramm für Rheinland-Pfalz |                                                  |
| SWR Aktuell            |                   | DAB+, DVB-S2, nur in Stuttgart: UKW            | Information                                      |
| SWR Kultur             |                   | UKW, DAB+, DVB-S2                              | Kultur                                           |

### Westdeutscher Rundfunk Köln(WDR)
| Sendername   | Senderlogo | Verbreitungswege  | Sparten/Programmtyp                                                                           |
| ------------ | ---------- | ----------------- | --------------------------------------------------------------------------------------------- |
| 1 Live       |            | UKW, DAB+, DVB-S2 | Jugendprogramm                                                                                |
| 1 Live Diggi |            | DAB+, DVB-S2      | Jugendprogramm                                                                                |
| Cosmo        |            | UKW, DAB+, DVB-S2 | internationales und interkulturelles Hörfunkprogramm, in Kooperation mit Radio Bremen und RBB |
| WDR 2        |            | UKW, DAB+, DVB-S2 | Servicewelle, Begleitprogramm, Popwelle                                                       |
| WDR 3        |            | UKW, DAB+, DVB-S2 | Kultur                                                                                        |
| WDR 4        |            | UKW, DAB+, DVB-S2 | Oldiewelle                                                                                    |
| WDR 5        |            | UKW, DAB+, DVB-S2 | Information                                                                                   |
| WDR Event    |            | DAB+, DVB-S2      | Ereignisprogramm                                                                              |

## Private Sender

### Deutschlandweite Sender
| Sendername                   | Senderlogo | Verbreitungswege | Sparten/Programmtyp                                                            |
| ---------------------------- | ---------- | --- | ------------------------------------------------------------------------------ |
| 80s80s                       |            | DAB+, UKW in Mecklenburg-Vorpommern | Musik der 1980er-Jahre                                                         |
| 90s90s                       |            | DAB+ | Musik der 1990er-Jahre                                                         |
| Absolut Bella                |            | DAB+ | deutsche Schlager, Volksmusik und englischsprachige Oldies                     |
| Absolut Germany              |            | DAB+ | Musik von deutschen Künstlern                                                  |
| Absolut Hot                  |            | DAB+ | Jugend- und Popwelle                                                           |
| Absolut Oldie Classics       |            | DAB+ | Oldies der 1970er- und 1980er-Jahre                                            |
| Absolut relax                |            | DAB+ | Softpop                                                                        |
| Absolut Top 2000er           |            | DAB+ | Musik der 2000er-Jahre bis heute                                               |
| AIDAradio                    |            | DAB+ | Reiseradio                                                                     |
| Beats Radio                  |            | DAB+ | Deep House, Chillout, Lounge, Smooth Jazz und Easy Listening Chill Electronica |
| Brillux Radio                |            | DAB+ | Programm für Bauunternehmen und Heimwerker                                     |
| Energy Digital               |            | DAB+ | Jugend- und Popwelle                                                           |
| ERF Jess                     |            | UKW in Wetzlar, DAB+ in Südhessen, Hamburg und Berlin-Brandenburg, DVB                                                                                              | christliche Popmusik                                                           |
| ERF Plus                     |            | DAB+, | evangelikales Programmradio                                                    |
| Klassik Radio                |            | DAB+, DVB-S, UKW | klassische Musik                                                               |
| Oldie Antenne                |            | DAB+ | Oldies                                                                         |
| Radio Bob                    |            | DAB+, UKW nur in Hessen und Schleswig-Holstein | Rockmusik                                                                      |
| Radio Horeb                  |            | DAB+, DVB-S, UKW in Balderschwang (Oberallgäu) und München | kath. Kirchenradio                                                             |
| Radio Nostalgie              |            | DAB+ | Musik der 1970er, 1980er und 1990er                                            |
| Radio Schlagerparadies       |            | DAB+ | deutsche Schlager                                                              |
| Radio Teddy                  |            | UKW und DAB+ in mehreren Bundesländern | Kinderprogramm                                                                 |
| Rock Antenne                 |            | DAB+ bundesweit und UKW in Bayern, Hessen und Hamburg, DVB-S | Rockmusik, Unterhaltung                                                        |
| RTL – Deutschlands Hit-Radio |            | DAB+, DVB-S, UKW in Rheinland-Pfalz und im Saarland | Popmusik, Unterhaltung                                                         |
| Schlager Radio               |            | UKW nur Berlin, Brandenburg, Mecklenburg-Vorpommern, Thüringen, DAB+ in Baden-Württemberg, Bremen, Hessen, Hamburg, Nordrhein-Westfalen und Freiberg/Sachsen, DVB-S | Begleitprogramm, Schlager                                                      |
| Schwarzwaldradio             |            | DAB+, UKW im mittleren Kinzigtal | Urlaubsradio, ältere Musik                                                     |
| sunshine live                |            | DAB+, DVB-S, UKW in Stuttgart und Rostock | elektronische Tanzmusik                                                        |
| Toggo Radio                  |            | DAB+, DVB-S | Kinder                                                                         |

### Baden-Württemberg

#### Landessender/Bereichssender
| Sendername              | Senderlogo | Verbreitungswege       | Sparten/Programmtyp                                             |
| ----------------------- | ---------- | ---------------------- | --------------------------------------------------------------- |
| Antenna BW              |            | DAB+                   | Radiosender für Frauen                                          |
| bigFM Baden-Württemberg |            | UKW, DAB+              | Jugendprogramm                                                  |
| egoFM                   |            | DAB+, UKW in Stuttgart | Jugendprogramm                                                  |
| Hitradio Antenne 1      |            | UKW, DAB+              | Bereichssender für die Mitte und den Nordosten von BW, Popmusik |
| Radio 7                 |            | UKW, DAB+              | Bereichssender für den Südosten von BW, Popmusik                |
| Radio Regenbogen        |            | UKW, DAB+, DVB-S       | Bereichssender für den Westen von BW, Popmusik                  |

#### Lokalsender
| Sendername                      | Senderlogo | Verbreitungswege | Sparten/Programmtyp                                                                        |
| ------------------------------- | ---------- | ---------------- | ------------------------------------------------------------------------------------------ |
| Antenne 1 Neckarburg Rock & Pop |            | UKW              | Lokalradio für die Region Schwarzwald-Baar-Heuberg                                         |
| baden.fm                        |            | UKW, DAB+        | Lokalradio für Südbaden, Popmusik                                                          |
| Das Neue Radio Seefunk          |            | UKW, DAB+        | Lokalradio für die Gebiete Bodensee, Hochrhein und Oberschwaben, ältere Musik              |
| Die Neue 107.7                  |            | UKW, DAB+        | Regionalradio für die Region Stuttgart, Pop- und Rockmusik                                 |
| Die neue Welle                  |            | UKW, DAB+        | Lokalradio für Karlsruhe, Pforzheim, Calw, Freudenstadt, Rastatt und Baden-Baden, Popmusik |
| Donau 3 FM                      |            | UKW, DAB+        | Regionalradio für Ulm, Biberach, Riedlingen und Günzburg, Popmusik                         |
| Energy Stuttgart                |            | UKW              | Jugend- und Popwelle                                                                       |
| Hitradio Ohr                    |            | UKW, DAB+        | Regionalradio für den Ortenaukreis und Bühl, Popmusik                                      |
| Neckaralb Live                  |            | UKW              | Lokalradio für die Landkreise Reutlingen und Tübingen                                      |
| Radio Ton                       |            | UKW, DAB+        | Regionalradio für Heilbronn-Franken, Neckaralb und Ostwürttemberg, Popmusik                |
| Rock FM                         |            | UKW, DAB+        | Regionalradio für den Rhein-Neckar-Raum, Rockmusik                                         |

### Bayern

#### Landesweit
| Sendername     | Senderlogo | Verbreitungswege                                     | Sparten/Programmtyp                          |
| -------------- | ---------- | ---------------------------------------------------- | -------------------------------------------- |
| Antenne Bayern |            | UKW, DAB+, DVB-S                                     | Information, Unterhaltung, Service, Popmusik |
| egoFM          |            | DAB+, UKW nur regional in einigen Großstädten, DVB-S | Jugendprogramm                               |
| Megaradiomix   |            | DAB+ nur regional in einigen Großstädten             | Information, Popmusik                        |
| Radio Galaxy   |            | DAB+ landesweit, UKW in Ballungsräumen               | Jugendprogramm                               |

#### Augsburgund Umgebung
| Sendername      | Senderlogo | Verbreitungswege | Sparten/Programmtyp                               |
| --------------- | ---------- | ---------------- | ------------------------------------------------- |
| Fantasy Lounge  |            | DAB+             | Musik zur Entspannung                             |
| Fantasy Classix |            | DAB+             | Oldie-basiertes AC                                |
| Hitradio RT1    |            | UKW, DAB+        | Lokalradio, Unterhaltung, Popmusik                |
| Mega 80's       |            | DAB+             | Musik der 1980er Jahre                            |
| Radio Augsburg  |            | DAB+             | Lokalradio, Popmusik                              |
| Radio Fantasy   |            | UKW, DAB+        | Lokalradio, Popmusik                              |
| rt1 in the mix  |            | DAB+             | Hitmix                                            |
| rt1 Relax       |            | DAB+             | Musik zum Entspannen                              |
| Smart Radio     |            | DAB+             | Jazz, Swing, Bossa Nova, Lounge, R&B und Chansons |

#### Ingolstadtund Umgebung
| Sendername              | Senderlogo | Verbreitungswege | Sparten/Programmtyp                  |
| ----------------------- | ---------- | ---------------- | ------------------------------------ |
| Oldiewelle Ingolstadt   |            | DAB+             | Oldies                               |
| Radio IN                |            | UKW, DAB+        | Lokalradio, Popmusik                 |
| Radio Galaxy Ingolstadt |            | UKW, DAB+        | Black, Hip-Hop, Dance, House und Pop |

#### Münchenund Umgebung
| Sendername                 | Senderlogo | Verbreitungswege | Sparten/Programmtyp                      |
| -------------------------- | ---------- | ---------------- | ---------------------------------------- |
| 089Kult                    |            | DAB+             | Oldies, Münchner Kunstschaffende         |
| 95.5 Charivari             |            | UKW, DAB+        | Lokalradio, Popmusik                     |
| Christliches Radio München |            | UKW, DAB+        | christliche Themen, christliche Popmusik |
| Digital Classix            |            | DAB+             | Black Classics, Classic Rock, Soft Rock  |
| Energy München             |            | UKW, DAB+        | Jugend- und Popwelle                     |
| Münchner Kirchenradio      |            | UKW, DAB+        | kirchliche Themen                        |
| Radio 2Day                 |            | UKW, DAB+        | Rock, Funk und Soul Klassiker            |
| Radio Arabella             |            | UKW, DAB+        | Lokalradio, Popmusik                     |
| Radio Feierwerk            |            | UKW, DAB+        | Jugend- und Familienprogramm             |
| Radio Gong 96.3            |            | UKW, DAB+        | Lokalradio, Popmusik                     |
| Radio Top FM               |            | UKW, DAB+        | Regionalradio, Pop- und Rockmusik        |

#### Nürnbergund Umgebung
| Sendername          | Senderlogo | Verbreitungswege | Sparten/Programmtyp                |
| ------------------- | ---------- | ---------------- | ---------------------------------- |
| Camillo 92,9        |            | UKW, DAB+        | christliche Musik                  |
| 98.6 Charivari      |            | UKW, DAB+        | Regionalradio, Popmusik            |
| Energy Nürnberg     |            | UKW, DAB+        | Jugend- und Popwelle               |
| Hit Radio N1        |            | UKW, DAB+        | Lokalradio, Unterhaltung, Popmusik |
| Jazztime Nürnberg   |            | UKW, DAB+        | Jazzmusik                          |
| Mein Lieblingsradio |            | DAB+             | deutsche Musik, Popmusik           |
| N90 4 Beat          |            | DAB+             | Hip-Hop-/R’n’B-Musik               |
| Pray 92,9           |            | UKW, DAB+        | christlicher Jugendsender          |
| Radio AREF          |            | UKW, DAB+        | kirchlicher Sender                 |
| Radio F             |            | UKW, DAB+        | Regionalradio, ältere Musik        |
| Radio Gong 97,1     |            | UKW, DAB+        | Lokalradio, Rockmusik              |
| Radio Meilensteine  |            | UKW, DAB+        | christlicher Sender                |
| Star FM             |            | UKW, DAB+        | Rockmusik                          |

#### Würzburgund Umgebung
| Sendername               | Senderlogo | Verbreitungswege | Sparten/Programmtyp        |
| ------------------------ | ---------- | ---------------- | -------------------------- |
| 106,9 Radio Gong         |            | UKW, DAB+        | Regionalprogramm, Popmusik |
| Radio Charivari Würzburg |            | UKW, DAB+        | Regionalprogramm, Popmusik |
| Radio Opera              |            | UKW, DAB+        | Kultur, Oper, Klassik      |

#### Mittelfranken(ohneNürnberg)
| Sendername | Senderlogo | Verbreitungswege | Sparten/Programmtyp              |
| ---------- | ---------- | ---------------- | -------------------------------- |
| Radio 8    |            | UKW, DAB+        | Lokalradio aus Ansbach, Popmusik |

#### Niederbayern
| Sendername                     | Senderlogo | Verbreitungswege                                                     | Sparten/Programmtyp                                                                       |
| ------------------------------ | ---------- | -------------------------------------------------------------------- | ----------------------------------------------------------------------------------------- |
| Maximal Radio                  |            | UKW, DAB+                                                            | Regionalradio für Niederbayern, Popmusik                                                  |
| Maximal Radio Straubing        | UKW, DAB+  | Lokalradio für Straubing und den Landkreis Straubing-Bogen           |                                                                                           |
| Radio Galaxy Landshut          |            | UKW, DAB+                                                            | Jugendprogramm für den Landkreis Landshut                                                 |
| Radio Galaxy Passau/Deggendorf | UKW, DAB+  | Jugendprogramm für den Landkreis Passau und den Landkreis Deggendorf |                                                                                           |
| Unser Radio Passau             |            | UKW, DAB+                                                            | Lokalradio für die Stadt und den Landkreis Passau, Vilshofen, Freyung und Regen; Popmusik |
| Unser Radio Deggendorf         | UKW, DAB+  | Lokalradio, Popmusik                                                 |                                                                                           |

#### Oberbayern(ohneIngolstadtundMünchen)
| Sendername                          | Senderlogo | Verbreitungswege | Sparten/Programmtyp |
| ----------------------------------- | ---------- | ---------------- | --- |
| Alpin FM                            |            | DAB+             | Regionalradio, bairisch-österreichische Musik                                                                                  |
| Bayernwelle SüdOst                  |            | UKW, DAB+        | Regionalradio für den Chiemgau und das Berchtesgadener Land; Popmusik                                                          |
| Hitradio RT1 Neuburg-Schrobenhausen |            | UKW, DAB+        | Lokalradio für Neuburg und Schrobenhausen                                                                                      |
| Radio Alpenwelle                    |            | UKW, DAB+        | Lokalradio für die Landkreise Bad Tölz-Wolfratshausen und Miesbach; Adult Contemporary                                         |
| Radio Charivari Rosenheim           |            | UKW, DAB+        | Lokalradio, Popmusik |
| Radio ISW                           |            | UKW, DAB+        | Regionalradio für Südostbayern                                                                                                 |
| Radio Oberland                      |            | UKW, DAB+        | Lokalradio für die Landkreise Garmisch-Partenkirchen und Weilheim-Schongau, Popmusik                                           |
| Radio Regenbogen                    |            | UKW, DAB+        | nichtkommerzielles Programm für Kultur, Soziales und Kirche; bespielt ausschließlich Fensterprogramme auf vier Lokalfrequenzen |
| Radio Top FM                        |            | UKW, DAB+        | Regionalradio; Rock- und Popmusik                                                                                              |

#### Oberfranken
| Sendername        | Senderlogo | Verbreitungswege | Sparten/Programmtyp                                                                           |
| ----------------- | ---------- | ---------------- | --------------------------------------------------------------------------------------------- |
| Extra-Radio       |            | UKW, DAB+        | Regionalprogramm für Hochfranken aus Hof, Popmusik, Oldies                                    |
| Radio Bamberg     |            | UKW, DAB+        | Lokalradio aus Bamberg, Popmusik                                                              |
| Radio Eins        |            | UKW, DAB+        | Lokalradio für die Stadt Coburg und die Landkreise Coburg, Kronach, Lichtenfels und Sonneberg |
| Radio Euroherz    |            | UKW, DAB+        | Regionalprogramm für Hochfranken und das Vogtland aus Hof, Popmusik                           |
| Radio Mainwelle   |            | UKW, DAB+        | Lokalradio aus Bayreuth, Popmusik                                                             |
| Radio Plassenburg |            | UKW, DAB+        | Lokalradio aus Kulmbach, Popmusik                                                             |

#### Oberpfalz
| Sendername                 | Senderlogo | Verbreitungswege | Sparten/Programmtyp                              |
| -------------------------- | ---------- | ---------------- | ------------------------------------------------ |
| Gong FM                    |            | UKW, DAB+        | Lokalradio aus Regensburg, Popmusik              |
| Radio Charivari Regensburg |            | UKW, DAB+        | Regionalradio aus Regensburg, Popmusik           |
| Radio Ramasuri             |            | UKW, DAB+        | Lokalradio aus Weiden in der Oberpfalz, Popmusik |

#### Schwaben(ohneAugsburg)
| Sendername                | Senderlogo | Verbreitungswege     | Sparten/Programmtyp                                                           |
| ------------------------- | ---------- | -------------------- | ----------------------------------------------------------------------------- |
| Das Neue Radio Seefunk    |            | DAB+                 | Lokalradio für die Gebiete Bodensee, Hochrhein und Oberschwaben, ältere Musik |
| Donau 3 FM                |            | UKW, DAB+            | Regionalradio für Ulm, Biberach, Riedlingen und Günzburg, Popmusik            |
| Hitradio RT1 Nordschwaben |            | UKW, DAB+            | Lokalradio, Popmusik                                                          |
| Hitradio RT1 Südschwaben  | UKW, DAB+  | Lokalradio, Popmusik |                                                                               |
| Radio Allgäu Hit          |            | DAB+                 | Regionalradio, Pop- und Rockmusik                                             |
| Radio Fantasy Schwaben    |            | DAB+                 | aktuelle Hits                                                                 |
| Radio Schwaben            |            | DAB+                 | Regionalradio, Oldies                                                         |

#### Unterfranken(ohneWürzburg)
| Sendername      | Senderlogo | Verbreitungswege | Sparten/Programmtyp                                                           |
| --------------- | ---------- | ---------------- | ----------------------------------------------------------------------------- |
| Radio Hashtag+  |            | DAB+             | Jugendprogramm                                                                |
| Radio Primaton  |            | UKW, DAB+        | Radio für die Region Main-Rhön, Popmusik                                      |
| Radio Primavera |            | UKW, DAB+        | Regionalprogramm für den Raum Aschaffenburg, Alzenau und Miltenberg, Popmusik |

### BerlinundBrandenburg
| Sendername                        | Senderlogo | Verbreitungswege | Sparten/Programmtyp                                                            |
| --------------------------------- | ---------- | ---------------- | ------------------------------------------------------------------------------ |
| 94,3 RS2                          |            | UKW, DAB+        | Current-Based AC-Musik, Unterhaltung, Service                                  |
| 98.8 Kiss FM                      |            | UKW, DAB+        | Jugendprogramm                                                                 |
| 104.6 RTL                         |            | UKW, DAB+        | Popmusik, Unterhaltung, Service                                                |
| 105’5 Spreeradio                  |            | UKW, DAB+        | Begleitprogramm, Popmusik                                                      |
| BB Radio                          |            | UKW, DAB+        | Regionalprogramm, Popmusik, Service                                            |
| Berliner Rundfunk 91.4            |            | UKW, DAB+        | Begleitprogramm, überwiegend ältere Popmusik                                   |
| BHeins                            |            | UKW, DAB+        | Lokalradio                                                                     |
| bigFM Berlin                      |            | DAB+             | Jugendprogramm                                                                 |
| Domradio                          |            | DAB+             | Radio des Erzbistums Köln                                                      |
| Energy Berlin                     |            | UKW, DAB+        | Jugend- und Popwelle                                                           |
| Flux FM                           |            | UKW              | alternatives Radio                                                             |
| Jam FM                            |            | UKW, DAB+        | Jugendprogramm, Urban Black Music, Dance-Pop                                   |
| JazzRadio 106.8                   |            | UKW              | Jazzmusik                                                                      |
| Lausitzwelle                      |            | UKW              | Lokalradio                                                                     |
| Maxx FM                           |            | DAB+             | Jugendprogramm                                                                 |
| Megaradiomix                      |            | DAB+             | Hitmix                                                                         |
| Oderwelle                         |            | UKW              | Lokalradio für Frankfurt, überwiegend Popmusik                                 |
| Power Radio                       |            | UKW, DAB+        | Regionalradio, Pop- und Rockmusik                                              |
| Pure FM Berlin                    |            | DAB+             | elektronische Tanzmusik                                                        |
| Radio Arabica                     |            | DAB+             | arabisches Programm aus Berlin                                                 |
| Radio Cottbus                     |            | UKW, DAB+        | Lokalradio, Popmusik                                                           |
| Radio Gold                        |            | DAB+             | ältere Musik                                                                   |
| Radio Paloma                      |            | DAB+, DVB-S      | Begleitprogramm, Schlager                                                      |
| Radio Paradiso                    |            | UKW, DAB+        | christliches Programm für Berlin, Soft-Popmusik                                |
| Radio Paradiso Brandenburg        |            | UKW              | christliches Programm für Frankfurt, Eisenhüttenstadt und Guben, Soft-Popmusik |
| Radio Potsdam                     |            | UKW, DAB+        | Lokalradio, Popmusik                                                           |
| Radio Russkij Berlin              |            | UKW              | russischsprachiges Programm                                                    |
| Radio SKW                         |            | UKW              | Lokalradio                                                                     |
| Radyo Metropol FM                 |            | UKW              | türkischsprachiges Programm                                                    |
| Rockland Sachsen-Anhalt           |            | DAB+             | Rockmusik                                                                      |
| Schlager Radio Berlin-Brandenburg |            | UKW, DAB+        | Begleitprogramm, Schlager                                                      |
| Schlager Radio+                   |            | DAB+             | Schlagermix                                                                    |
| Star FM 87.9                      |            | UKW, DAB+        | Rockmusik                                                                      |
| Star Sat Radio                    |            | DAB+             | Popmusik                                                                       |

### Bremen
| Sendername      | Senderlogo | Verbreitungswege | Sparten/Programmtyp                |
| --------------- | ---------- | ---------------- | ---------------------------------- |
| Energy Bremen   |            | UKW, DAB+        | Jugend- und Popwelle               |
| Radio 21 Bremen |            | UKW, DAB+        | Rockmusik                          |
| Radio Roland    |            | UKW, DAB+        | Schlager- und Popwelle, Stadtradio |

### Hamburg
| Sendername       | Senderlogo | Verbreitungswege | Sparten/Programmtyp                                              |
| ---------------- | ---------- | ---------------- | ---------------------------------------------------------------- |
| bigFM Hamburg    |            | DAB+             | Jugendprogramm                                                   |
| Energy Hamburg   |            | UKW, DAB+        | Jugend- und Popwelle                                             |
| Hamburg Zwei     |            | UKW,DAB+         | Begleitprogramm; Popmusik, mit Schwerpunkt auf den 1980er Jahren |
| Megaradio Bayern |            | DAB+             | Popmusik                                                         |
| Oldie Antenne    |            | DAB+             | Information, Unterhaltung, Service, Oldies                       |
| Radio Hamburg    |            | UKW, DAB+        | Popmusik                                                         |

### Hessen
| Sendername         | Senderlogo | Verbreitungswege       | Sparten/Programmtyp                        |
| ------------------ | ---------- | ---------------------- | ------------------------------------------ |
| 80er-Radio Harmony |            | UKW, DAB+              | ältere Popmusik                            |
| Antenne Wiesbaden  |            | DAB+                   | Lokalradio, Popmusik                       |
| Hit Radio FFH      |            | UKW, DAB+              | Begleitprogramm, Popmusik                  |
| Oldie Antenne      |            | DAB+                   | Information, Unterhaltung, Service, Oldies |
| Planet Radio       |            | UKW, DAB+              | Jugendprogramm                             |
| Radio Bob Hessen   |            | UKW, DAB+              | Rockmusik                                  |
| Radio Frankfurt    |            | UKW, DAB+ in Südhessen | Lokalradio, Popmusik                       |

### Mecklenburg-Vorpommern
| Sendername                   | Senderlogo | Verbreitungswege | Sparten/Programmtyp                                                          |
| ---------------------------- | ---------- | ---------------- | ---------------------------------------------------------------------------- |
| 80s80s MV                    |            | UKW              | Musik der 1980er                                                             |
| lounge plus – chillout radio |            | UKW              | Ambient, Deep House, Downtempo, Chillout, Smoke Jazz, Smooth Jazz, Soul Jazz |
| Ostseewelle                  |            | UKW              | Regionalradio, Popmusik, Eurodance                                           |
| Radio Paradiso Nord          |            | UKW              | christliches Programm für Norddeutschland, Soft-Popmusik                     |

### Niedersachsen

#### Landesweite Sender
| Sendername            | Senderlogo | Verbreitungswege                       | Sparten/Programmtyp    |
| --------------------- | ---------- | -------------------------------------- | ---------------------- |
| Antenne Niedersachsen |            | UKW, DAB+ in Hamburg und Bremen        | Popmusik               |
| bigFM Niedersachsen   |            | DAB+                                   | CHR                    |
| Radio 21              |            | UKW, DAB+                              | Rockmusik              |
| radio ffn             |            | UKW, DAB+ in Hamburg und Bremen, DVB-S | Unterhaltung, Popmusik |

#### Lokalradios
| Sendername           | Senderlogo | Verbreitungswege | Sparten/Programmtyp                                    |
| -------------------- | ---------- | ---------------- | ------------------------------------------------------ |
| Meer Radio           |            | UKW, DAB+        | Lokalradio für Neustadt am Rübenberge                  |
| Radio38              |            | UKW, DAB+        | Lokalradio für die Region Braunschweig-Wolfsburg       |
| Radio Hannover       |            | UKW, DAB+        | Lokalradio                                             |
| Radio Mittelweser    |            | UKW, DAB+        | Lokalradio für Nienburg/Weser und Umgebung             |
| Radio Nordseewelle   |            | UKW, DAB+        | Lokalradio für die Ostfriesischen Inseln und die Küste |
| Radio Nordseewelle 2 |            | DAB+             |                                                        |
| Radio Osnabrück      |            | UKW, DAB+        | Lokalradio                                             |

### Nordrhein-Westfalen

#### Landesweite Sender
| Sendername         | Senderlogo | Verbreitungswege | Sparten/Programmtyp                                             |
| ------------------ | ---------- | ---------------- | --------------------------------------------------------------- |
| Antenne NRW        |            | DAB+             | Information, Unterhaltung, Service, Popmusik                    |
| bigFM NRW          |            | DAB+             | CHR                                                             |
| Domradio           |            | UKW (nur Köln)   | Radio des Erzbistums Köln                                       |
| egoFM              |            | DAB+             | Information, Unterhaltung, Service, Popmusik                    |
| Energy NRW         |            | DAB+             | Information, Unterhaltung, Service, Popmusik                    |
| Kulthitradio       |            | DAB+             | Popmusik                                                        |
| Noxx               |            | DAB+             | Popmusik                                                        |
| Oldie Antenne      |            | DAB+             | Information, Unterhaltung, Service, Oldies                      |
| Radio 21 NRW       |            | DAB+             | Information, Unterhaltung, Service, Rockmusik                   |
| Radio Paradiso NRW |            | DAB+             | Information, Unterhaltung, Service, Popmusik                    |
| Radio Teddy NRW    |            | DAB+             | Information, Unterhaltung, Service, Kinderprogramm mit Popmusik |
| Schlager Radio NRW |            | DAB+             | Information, Unterhaltung, Service, Schlagermusik               |

#### Lokalradiosmit Mantelprogramm vonRadio NRW
| Sendername                 | Senderlogo | Verbreitungswege | Sparten/Programmtyp                                                                  |
| -------------------------- | ---------- | ---------------- | ------------------------------------------------------------------------------------ |
| Antenne AC                 |            | UKW              | Lokalradio für die Städteregion Aachen, Popmusik                                     |
| Antenne Düsseldorf         |            | UKW              | Lokalradio, Popmusik                                                                 |
| Antenne Münster            |            | UKW              | Lokalradio, Popmusik                                                                 |
| Antenne Niederrhein        |            | UKW              | Lokalradio für den Kreis Kleve, Popmusik                                             |
| Antenne Unna               |            | UKW              | Lokalradio für den Kreis Unna, Popmusik                                              |
| Hellweg Radio              |            | UKW              | Lokalradio für den Kreis Soest, Popmusik                                             |
| NE-WS 89.4                 |            | UKW              | Lokalradio für den Rhein-Kreis Neuss, Popmusik                                       |
| Radio 90,1 Mönchengladbach |            | UKW              | Lokalradio, Popmusik                                                                 |
| Radio 91.2                 |            | UKW              | Lokalradio für Dortmund, Popmusik                                                    |
| Radio Berg                 |            | UKW              | Lokalradio für den Oberbergischen Kreis und den Rheinisch-Bergischen Kreis, Popmusik |
| Radio Bielefeld            |            | UKW              | Lokalradio, Popmusik                                                                 |
| Radio Bochum               |            | UKW              | Lokalradio, Popmusik                                                                 |
| Radio Bonn/Rhein-Sieg      |            | UKW              | Lokalradio für die Stadt Bonn und den Rhein-Sieg-Kreis, Popmusik                     |
| Radio Duisburg             |            | UKW              | Lokalradio, Popmusik                                                                 |
| Radio Emscher Lippe        |            | UKW              | Lokalradio für die Städte Gladbeck, Bottrop und Gelsenkirchen, Popmusik              |
| Radio Ennepe Ruhr          |            | UKW              | Lokalradio für den Ennepe-Ruhr-Kreis, Popmusik                                       |
| Radio Erft                 |            | UKW              | Lokalradio für den Rhein-Erft-Kreis, Popmusik                                        |
| Radio Essen                |            | UKW              | Lokalradio, Popmusik                                                                 |
| Radio Euskirchen           |            | UKW              | Lokalradio für den Kreis Euskirchen, Popmusik                                        |
| Radio Gütersloh            |            | UKW              | Lokalradio für den Kreis Gütersloh, Popmusik                                         |
| Radio Hagen                |            | UKW              | Lokalradio, Popmusik                                                                 |
| Radio Herford              |            | UKW              | Lokalradio für den Kreis Herford, Popmusik                                           |
| Radio Herne                |            | UKW              | Lokalradio, Popmusik                                                                 |
| Radio Hochstift            |            | UKW              | Lokalradio für die Region Hochstift Paderborn, Popmusik                              |
| Radio Kiepenkerl           |            | UKW              | Lokalradio für den Kreis Coesfeld, Popmusik                                          |
| Radio Köln                 |            | UKW              | Lokalradio, Popmusik                                                                 |
| Radio K.W.                 |            | UKW              | Lokalradio für den Kreis Wesel, Popmusik                                             |
| Radio Leverkusen           |            | UKW              | Lokalradio, Popmusik                                                                 |
| Radio Lippe                |            | UKW              | Lokalradio für den Kreis Lippe, Popmusik                                             |
| Radio Lippewelle Hamm      |            | UKW              | Lokalradio, Popmusik                                                                 |
| Radio MK                   |            | UKW              | Lokalradio für den Märkischen Kreis, Popmusik                                        |
| Radio Mülheim              |            | UKW              | Lokalradio, Popmusik                                                                 |
| Radio Neandertal           |            | UKW              | Lokalradio für den Kreis Mettmann, Popmusik                                          |
| Radio Oberhausen           |            | UKW              | Lokalradio, Popmusik                                                                 |
| Radio RSG                  |            | UKW              | Lokalradio für Remscheid und Solingen, Popmusik                                      |
| Radio RST                  |            | UKW              | Lokalradio für den Kreis Steinfurt, Popmusik                                         |
| Radio Rur                  |            | UKW              | Lokalradio für den Kreis Düren, Popmusik                                             |
| Radio Sauerland            |            | UKW              | Lokalradio für den Hochsauerlandkreis, Popmusik                                      |
| Radio Siegen               |            | UKW              | Lokalradio für den Kreis Siegen-Wittgenstein, Popmusik                               |
| Radio Vest                 |            | UKW              | Lokalradio für den Kreis Recklinghausen, Popmusik                                    |
| Radio WAF                  |            | UKW              | Lokalradio für den Kreis Warendorf, Popmusik                                         |
| Radio Westfalica           |            | UKW              | Lokalradio für den Kreis Minden-Lübbecke, Popmusik                                   |
| Radio WMW                  |            | UKW              | Lokalradio für den Kreis Borken, Popmusik                                            |
| Radio Wuppertal            |            | UKW              | Lokalradio, Popmusik                                                                 |
| Welle Niederrhein          |            | UKW              | Lokalradio für die Stadt Krefeld und den Kreis Viersen, Popmusik                     |

#### Weitere Lokalradios
| Sendername      | Senderlogo | Verbreitungswege | Sparten/Programmtyp       |
| --------------- | ---------- | ---------------- | ------------------------- |
| Antenne Pulheim |            | UKW              | Lokalradio, Popmusik      |
| Novum FM        |            | UKW              | Lokalradio für Wassenberg |
| Radio 700       |            | UKW              | Schlager, ältere Musik    |

### Rheinland-Pfalz

#### Landesweite Sender
| Sendername     | Senderlogo | Verbreitungswege | Sparten/Programmtyp       |
| -------------- | ---------- | ---------------- | ------------------------- |
| bigFM          |            | UKW, DAB+        | Jugendprogramm            |
| Rockland Radio |            | UKW, DAB+        | Rockmusik                 |
| RPR1           |            | UKW, DAB+        | Begleitprogramm, Popmusik |

#### Lokalsender
| Sendername             | Senderlogo | Verbreitungswege | Sparten/Programmtyp         |
| ---------------------- | ---------- | ---------------- | --------------------------- |
| Antenne Bad Kreuznach  |            | UKW, DAB+        | Lokalradio, Popmusik        |
| Antenne Idar-Oberstein |            | UKW              | Lokalradio, Popmusik        |
| Antenne Kaiserslautern |            | UKW              | Lokalradio, Popmusik        |
| Antenne Koblenz        |            | UKW              | Lokalradio, Popmusik        |
| Antenne Landau         |            | UKW              | Lokalradio, Popmusik        |
| Antenne Mainz          |            | UKW, DAB+        | Lokalradio, Popmusik        |
| Antenne Pfalz          |            | UKW              | Lokalradio, Popmusik        |
| Antenne Pirmasens      |            | UKW              | Lokalradio, Popmusik        |
| Antenne Trier          |            | UKW              | Lokalradio, Popmusik        |
| Antenne Zweibrücken    |            | UKW              | Lokalradio, Popmusik        |
| Studio Nahe            |            | UKW, DAB+        | Kirchenradio                |
| Radyo Metropol FM      |            | UKW              | türkischsprachiges Programm |

### Saarland
| Sendername            | Senderlogo | Verbreitungswege                                                             | Sparten/Programmtyp                        |
| --------------------- | ---------- | ---------------------------------------------------------------------------- | ------------------------------------------ |
| bigFM Saarland        |            | UKW, DAB+                                                                    | Jugendprogramm                             |
| Cityradio Homburg     |            | UKW, DAB+                                                                    | Lokalradio, Popmusik                       |
| Cityradio Neunkirchen | UKW, DAB+  | Lokalradio, Popmusik                                                         |                                            |
| Cityradio Saarbrücken | UKW, DAB+  | Lokalradio; Popmusik, davon überwiegend deutschsprachige Lieder; Popschlager |                                            |
| Cityradio Saarlouis   | UKW, DAB+  | Lokalradio, Popmusik                                                         |                                            |
| Cityradio St. Wendel  | UKW, DAB+  | Lokalradio, Popmusik                                                         |                                            |
| Classic Rock Radio    |            | UKW, DAB+                                                                    | ältere Rockmusik                           |
| Oldie Antenne         |            | DAB+                                                                         | Information, Unterhaltung, Service, Oldies |
| Radio RSL             |            | UKW                                                                          | Lokalradio, Urlaubsradio, Popmusik         |
| Radio Salü            |            | UKW, DAB+                                                                    | Begleitprogramm, Popmusik                  |

### Sachsen

#### Landesweite Sender
| Sendername           | Senderlogo | Verbreitungswege                                                            | Sparten/Programmtyp         |
| -------------------- | ---------- | --------------------------------------------------------------------------- | --------------------------- |
| Antenne Sachsen      |            | DAB+ in Dresden, Leipzig, Chemnitz und Freiberg (nicht ganz flächendeckend) | Adult Contemporary          |
| apollo radio         |            | UKW, DAB+ in Leipzig                                                        | Klassik- und Jazzmusik      |
| Energy Sachsen       |            | UKW, DAB+ in Leipzig                                                        | Jugend- und Popwelle        |
| Hitradio RTL Sachsen |            | DAB+, UKW                                                                   | Popmusik                    |
| Radio PSR            |            | DAB+, UKW                                                                   | Popmusik                    |
| R.SA                 |            | DAB+, UKW                                                                   | überwiegend ältere Popmusik |

#### Lokalradios
| Sendername             | Senderlogo | Verbreitungswege | Sparten/Programmtyp      |
| ---------------------- | ---------- | ---------------- | ------------------------ |
| InPulz Radio           |            | DAB+             | Lokalradio für Freiberg  |
| Lausitzwelle           |            | UKW              | Lokalradio               |
| Radio Chemnitz         |            | UKW              | Lokalradio, Popmusik     |
| Radio Dresden          |            | UKW              | Lokalradio, Popmusik     |
| Radio Erzgebirge       |            | UKW, DAB+        | Lokalradio, Popmusik     |
| Radio Erzgebirge 107,7 |            | UKW              | Lokalradio, ältere Musik |
| Radio Lausitz          |            | UKW              | Lokalradio, Popmusik     |
| Radio Leipzig          |            | UKW, DAB+        | Lokalradio, Popmusik     |
| Radio WSW              |            | UKW              | Lokalradio               |
| Radio Zwickau          |            | UKW              | Lokalradio, Popmusik     |
| Vogtland Radio         |            | UKW              | Lokalradio, Popmusik     |

#### Überregionale Radiosender mit lokaler Reichweite
| Sendername              | Senderlogo | Verbreitungswege                    | Sparten/Programmtyp       |
| ----------------------- | ---------- | ----------------------------------- | ------------------------- |
| 90s90s                  |            | DAB+ in Leipzig und Freiberg        | Musik der 1990er Jahre    |
| detektor.fm Wort        |            | DAB+ in Leipzig                     | journalistisches Programm |
| egoFM                   |            | DAB+ in Leipzig und Freiberg, DVB-S | Jugendprogramm            |
| Mega 80's               |            | DAB+ in Leipzig                     | Musik der 1980er Jahre    |
| Peli One                |            | DAB+ in Dresden und Leipzig         | Urban                     |
| Radio Ostrock           |            | DAB+ in Freiberg                    | Ostrock                   |
| Rockland Sachsen-Anhalt |            | DAB+ in Leipzig                     | Rockmusik                 |
| Schlagerplanet Radio    |            | DAB+ in Leipzig                     | Schlagerwelle             |
| SecondRadio             |            | DAB+ in Leipzig und Freiberg        | breites Genrespektrum     |

### Sachsen-Anhalt
| Sendername              | Senderlogo | Verbreitungswege | Sparten/Programmtyp    |
| ----------------------- | ---------- | ---------------- | ---------------------- |
| 1A Deutsche Hits        |            | DAB+             | deutsche Musik         |
| 89.0 RTL                |            | UKW, DAB+        | Jugendprogramm         |
| 89.0 RTL In The Mix     |            | DAB+             | Hitmix                 |
| Radio Brocken           |            | UKW, DAB+        | Popmusik, 80er, 90er   |
| Radio SAW               |            | UKW, DAB+        | Unterhaltung, Popmusik |
| Rockland Sachsen-Anhalt |            | UKW, DAB+        | Rockmusik              |

### Schleswig-Holstein
| Sendername                      | Senderlogo | Verbreitungswege          | Sparten/Programmtyp                |
| ------------------------------- | ---------- | ------------------------- | ---------------------------------- |
| Antenne Sylt                    |            | UKW, DAB+                 | Unterhaltung, Popmusik             |
| delta radio                     |            | UKW, DAB+ im Raum Hamburg | Popmusik, Rockmusik                |
| Ostseewelle                     |            | DAB+                      | Regionalradio, Popmusik, Eurodance |
| Radio Bob Schleswig-Holstein    |            | UKW, DAB+                 | Rockmusik                          |
| Radio Lübeck                    |            | UKW, DAB+                 | Popmusik                           |
| Radio Schleswig-Holstein (R.SH) |            | UKW, DAB+                 | Popmusik                           |

### Thüringen
| Sendername            | Senderlogo | Verbreitungswege | Sparten/Programmtyp |
| --------------------- | ---------- | ---------------- | ------------------- |
| Antenne Thüringen     |            | UKW, DAB+        | Popmusik            |
| Landeswelle Thüringen |            | UKW, DAB+        | Pop- und Rockwelle  |
| Radio Top 40          |            | UKW, DAB+        | Jugendprogramm      |

## Freies Radio,Offene Kanäle,Bürgerfunk

### Baden-Württemberg
| Sendername                 | Senderlogo | Verbreitungswege | Frequenzen                                      | Leistung in kW | Antennenstandort                       |
| -------------------------- | ---------- | ---------------- | ----------------------------------------------- | -------------- | -------------------------------------- |
| Bermudafunk                |            | UKW              | Mannheim: 89,6 Heidelberg: 105,4                | 0,1 0,05       | Neckarstadt/Industriestraße Königstuhl |
| Freies Radio Freudenstadt  |            | UKW              | Freudenstadt: 100,1 MHz Horb a. N.: 89,2 MHz    | 1,0 0,1        | Windkraftanlage, Glatten               |
| Freies Radio für Stuttgart |            | UKW (Mono)       | Stuttgart: 99,2 MHz                             | 0,3            | Müllheizkraftwerk Münster              |
| Freies Radio Wiesental     |            | UKW              | Schopfheim (Wiesental): 104,5 MHz               | 0,5            |                                        |
| Querfunk                   |            | UKW              | Karlsruhe: 104,8 MHz                            | 1,0            |                                        |
| Radio Dreyeckland          |            | UKW              | Freiburg: 102,3 MHz                             | 1,0            | Fernmeldeturm Vogtsburg-Totenkopf      |
| Radio Fips                 |            | UKW              | Göppingen: 89,0 MHz                             | 0,1            |                                        |
| Radio free FM              |            | UKW              | Ulm/Neu-Ulm: 102,6 MHz                          | 1,0            | Fernmeldeturm Ulm-Ermingen             |
| Radio helle welle          |            | UKW              | Tübingen und Reutlingen: 96,6 MHz               | 2,0            |                                        |
| Radio StHörfunk            |            | UKW              | Schwäbisch Hall: 97,5 MHz Crailsheim: 104,8 MHz | 0,1 0,1        |                                        |
| Wüste Welle                |            | UKW              | Tübingen und Reutlingen: 96,6 MHz               | 2,0            |                                        |

### Bayern
| Sendername         | Senderlogo | Verbreitungswege |
| ------------------ | ---------- | ---------------- |
| LORA München       |            | UKW, DAB+        |
| Radio München      |            | DAB+             |
| Radio Z (Nürnberg) |            | UKW, DAB+        |

### BerlinundBrandenburg
| Sendername                | Senderlogo | Verbreitungswege |
| ------------------------- | ---------- | ---------------- |
| 88vier                    |            | UKW              |
| Alex Offener Kanal Berlin |            | UKW              |
| ByteFM                    |            | DAB+             |
| KCRW Berlin               |            | UKW              |

### Freie Hansestadt Bremen(Bremen und Bremerhaven)
| Sendername                 | Senderlogo | Verbreitungswege |
| -------------------------- | ---------- | ---------------- |
| Radio Weser.TV Bremen      |            | UKW, DAB+        |
| Radio Weser.TV Bremerhaven | UKW, DAB+  |                  |

### Hamburg
| Sendername             | Senderlogo | Verbreitungswege |
| ---------------------- | ---------- | ---------------- |
| ByteFM                 |            | UKW              |
| Freies Sender Kombinat |            | UKW              |
| Hamburger Lokalradio   |            | UKW, DAB+        |
| Tide Radio             |            | UKW, DAB+        |

### Hessen
| Sendername             | Senderlogo | Verbreitungswege                                              |
| ---------------------- | ---------- | ------------------------------------------------------------- |
| Freies Radio Kassel    |            | UKW, DAB+                                                     |
| Radio Darmstadt        |            | UKW, zeitweise DAB+                                           |
| Radio Quer             |            | UKW, zeitweise DAB+ über die Kanäle von Radio RheinWelle 92,5 |
| Radio RheinWelle 92,5  |            | UKW, zeitweise DAB+                                           |
| Radio Rüsselsheim      |            | UKW, zeitweise DAB+                                           |
| Radio Unerhört Marburg |            | UKW                                                           |
| Radio X                |            | UKW, zeitweise DAB+                                           |
| RundFunk Meißner       |            | UKW, DAB+                                                     |

### Mecklenburg-Vorpommern
- LOHRO (UKW, DAB+)
- NB-Radiotreff 88,0 (UKW)
- radio 98eins (UKW)
- Studio Malchin (UKW)

### Niedersachsen
- Ems-Vechte-Welle (UKW, DAB+)
- Oldenburg eins (UKW, DAB+)
- Osradio 104,8 (UKW, DAB+)
- Radio Aktiv (UKW)
- Radio Jade (UKW)
- Radio Okerwelle (UKW, DAB+)
- Radio Ostfriesland (UKW, DAB+)
- Radio Tonkuhle (UKW, DAB+)
- Radio Weser.TV Umland von Bremen (UKW)
- Radio Weser.TV Wesermündung (UKW)
- Radio ZuSa (UKW, DAB+)
- StadtRadio Göttingen (UKW, DAB+)
- Sturmwellensender (UKW)

### Nordrhein-Westfalen
- AJZ-Radiogruppe (UKW)
- Antenne Bethel (UKW)
- Bootbox Bielefeld (UKW)
- Bürgerfunk im Bergischen Land (UKW)
- Düsselwelle (UKW)
- Freies Radio Paderborn (UKW)
- Medienforum münster (UKW)
- Neue Essener Welle (UKW)
- Radio Alex FM DE/NL (UKW)
- Radio MikroWelle (UKW)
- Radio Rosa Rauschen (UKW)
- Sauerland Welle (UKW)

### Sachsen
- coloRadio (UKW, DAB+)
- Radio Blau (UKW, DAB+)
- Radio T (UKW, DAB+)
- Radio WSW (UKW, DAB+)
- Rundfunkkombinat Sachsen (DAB+)

### Sachsen-Anhalt
- Radio Corax (UKW)
- Radio HBW (UKW)

### Schleswig-Holstein
- Freie RadioCooperative (UKW)
- Offener Kanal Kiel: Kiel FM (UKW)
- Offener Kanal Lübeck (UKW)
- Offener Kanal Westküste (UKW)

### Thüringen
- Radio Enno (UKW)
- Radio F.R.E.I. (UKW)
- Radio Funkwerk (UKW)
- Radio hsf (UKW)
- Radio Lotte Weimar (UKW)
- Radio Jena (Radio OKJ) (UKW)
- SRB (UKW)
- Wartburg-Radio 96,5 (UKW)

## Hochschul-undAusbildungsradios

### Baden-Württemberg
| Sendername                        | Senderlogo | Verbreitungswege |
| --------------------------------- | ---------- | ---------------- |
| horads 88,6 (Stuttgart)           |            | UKW              |
| Radioaktiv (Mannheim/Heidelberg)  |            | UKW              |
| Der junge Kulturkanal (Karlsruhe) |            | UKW              |
| Radio KIT (Karlsruhe)             |            | UKW              |
| echo-fm 88,4 (Freiburg)           |            | UKW              |

### Bayern
| Sendername          | Senderlogo | Verbreitungswege |
| ------------------- | ---------- | ---------------- |
| Funklust (Erlangen) |            | DAB+             |
| Kanal C (Augsburg)  |            | UKW, DAB+        |
| M94.5 (München)     |            | UKW, DAB+        |
| Max neo (Nürnberg)  |            | UKW, DAB+        |

### BerlinundBrandenburg
| Sendername | Senderlogo | Verbreitungswege |
| ---------- | ---------- | ---------------- |
| CouchFM    |            | UKW              |

### Nordrhein-Westfalen
| Sendername                  | Senderlogo | Verbreitungswege |
| --------------------------- | ---------- | ---------------- |
| bonnFM                      |            | UKW              |
| CampusFM (Duisburg/Essen)   |            | UKW              |
| CT das radio (Bochum)       |            | UKW              |
| eldoradio* (Dortmund)       |            | UKW              |
| Hertz 87.9 (Bielefeld)      |            | UKW              |
| Hochschulradio Aachen       |            | UKW              |
| Hochschulradio düsseldorf   |            | UKW              |
| Kölncampus                  |            | UKW              |
| L’UniCo (Paderborn)         |            | UKW              |
| Radio Q (Münster/Steinfurt) |            | UKW              |
| Radio Triquency (Lemgo)     |            | UKW              |
| Radius 92.1 (Siegen)        |            | UKW              |

### Sachsen
| Sendername              | Senderlogo | Verbreitungswege |
| ----------------------- | ---------- | ---------------- |
| 99drei Radio Mittweida  |            | UKW              |
| mephisto 97.6 (Leipzig) |            | UKW, DAB+        |

### Schleswig-Holstein
| Sendername               | Senderlogo | Verbreitungswege |
| ------------------------ | ---------- | ---------------- |
| Campus RadioAktiv (Kiel) |            | UKW              |

### Thüringen
| Sendername          | Senderlogo | Verbreitungswege |
| ------------------- | ---------- | ---------------- |
| radio hsf (Ilmenau) |            | UKW              |

## Auslandssender anderer Staaten
Auslandsrundfunk anderer Staaten, die in Deutschland ausgestrahlt werden:
- BBC World Service (UKW)
- Radio France Internationale (UKW)
- Radio Free Europe/Radio Liberty (KW)
- Voice of America, Radio Farda, Radio Free Asia, Radio Mashaal, VoA Ashna Radio, VoA Deewa Radio (KW)

## Sender ausländischer Streitkräfte
- American Forces Network (UKW)
- British Forces Broadcasting Service (UKW)
- Canadian Forces Network (UKW)